# David Brenner
David Norris Brenner (4 de febrero de 1936 - 15 de marzo de 2014) fue un comediante, actor y autor.

## Primeros años
Brenner nació en el año 1936 y se crio en las zonas pobres de Filadelfia. En la escuela, Brenner fue elegido presidente de la clase cada año. Después de la secundaria, en gran medida frecuentaba las esquinas de las calles donde ahora aprendió a desenvolverse ante cientos de desconocidos y debido a ello adquirió experiencia en el futuro para su desenvolvimiento ante un numeroso público. Estuvo sirviendo en el ejército durante dos años seguidos en la Aerotransportada 101 y como criptógrafo de la 595a Signal Corps en Böblingen, Alemania. Después de ser dado de alta, asistió a la Universidad de Temple, donde se especializó en comunicación de masas y se graduó con honores.

## Carrera
Brenner fue un escritor, director o productor de 115 documentales de televisión por Westinghouse Broadcasting y Metromedia, ganando cerca de 30 premios, incluyendo un Emmy, antes de pasar a la comedia. Después de hacer su debut en la televisión nacional en 1971, en el The Tonight Show, se convirtió en huésped más frecuente de la serie, con 158 apariciones. Acogió invitados para Johnny Carson 75 veces entre 1975 y 1984, poniéndolo quinto en la lista de anfitriones  huésped de los más frecuentes de Carson. Brenner obtuvo el lugar número 53 en el canal Comedy Central Presents: 100 en el Greatest Stand-Ups de todos los tiempos "Hubo un momento en que había aparecido con mayor frecuencia en los principales programas de televisión que cualquier otro artista. También escribió cinco libros..

## Muerte
Brenner murió el 15 de marzo de 2014, a la edad de 78 de un cáncer en su casa de la ciudad de Nueva York.